# Charlie Kirk
Charles James Kirk, detto Charlie (Arlington Heights, 14 ottobre 1993), è un attivista politico e scrittore statunitense.
Tra i volti più noti del mondo politico conservatore statunitense, Kirk è anche il cofondatore, assieme a Bill Montgomery, dell'associazione conservatrice Turning Point USA, nata nel 2012. Tale associazione senza scopo di lucro è nata per portare le politiche conservatrici nei campus universitari e nelle scuole statunitensi attraverso eventi, comizi e dibattiti.
Kirk ha inoltre pubblicato quattro libri ed è il conduttore dello show radiofonico giornaliero The Charlie Kirk Show.
È amministratore delegato di Turning Point USA e delle altre associazioni conservatrici legate ad essa, che sono: Turning Point Action (nata con l'obiettivo di favorire le campagne elettorali dei politici), Turning Point Academy (nata con l'obiettivo di offrire un'istruzione improntata su valori tradizionali e conservatori a giovani studenti), Turning Point Faith (nata per promuovere la presenza di valori e personalità cristiane nella politica statunitense), e Turning Point Endowment (nata come appoggio per supportare le opere di Turning Point USA).

## Biografia
Charles James Kirk è nato il 14 ottobre 1993 nella periferia di Chicago di Arlington Heights, Illinois, ed è cresciuto nella vicina Prospect Heights, Illinois. Sua madre è una consulente di salute mentale e suo padre è un architetto.
Kirk è stato un membro dei Boy Scouts of America e ha ottenuto il rango Eagle Scout. Nel suo terzo anno alla Wheeling High School nel 2010, si offrì volontario per la campagna (di successo) al Senato degli Stati Uniti del repubblicano dell'Illinois Mark Kirk (non c'è nessuna parentela tra loro). Durante il suo ultimo anno di scuola superiore, Kirk ha lanciato una campagna per revocare l'aumento del prezzo dei biscotti nella sua scuola. Ha anche scritto un saggio per Breitbart News in cui denunciava la tendenza progressista nei libri di testo delle scuole superiori, cosa che gli è valsa un'apparizione su Fox Business.
In un successivo intervento al "Youth Empowerment Day" della Benedictine University, Kirk incontrò Bill Montgomery, un pensionato di oltre 50 anni più vecchio di lui, membro del Tea Party. Montgomery incoraggiò Kirk a impegnarsi nell'attivismo politico a tempo pieno. Successivamente fondò Turning Point USA (TPUSA), una "organizzazione di base [grass-root organization] per rivaleggiare con gruppi liberali come MoveOn.org". Alla Convention Nazionale Repubblicana del 2012, Kirk incontrò Foster Friess, un importante donatore repubblicano, e lo convinse a finanziare l'organizzazione.
Kirk ha frequentato brevemente l'Harper College, un college comunitario vicino a Chicago, ma ha abbandonato gli studi senza aver completato alcun corso di laurea o aver ottenuto un certificato.

## Carriera

### Turnin Point USA
Kirk è stato amministratore delegato, direttore della raccolta fondi, e il volto pubblico di Turning Point dalla sua fondazione. Lui cofondò l'organizzazione nel 2012 a 18 anni. Secondo il The New York Times, ha trasformato l'organizzazione in una "operazione mediatica ben finanziata, sostenuta da grandi donatori conservatori come l'imprenditore del Wyoming Foster Friess". Le attività di TPUSA includono la pubblicazione della Professor Watchlist e della School Board Watchlist.

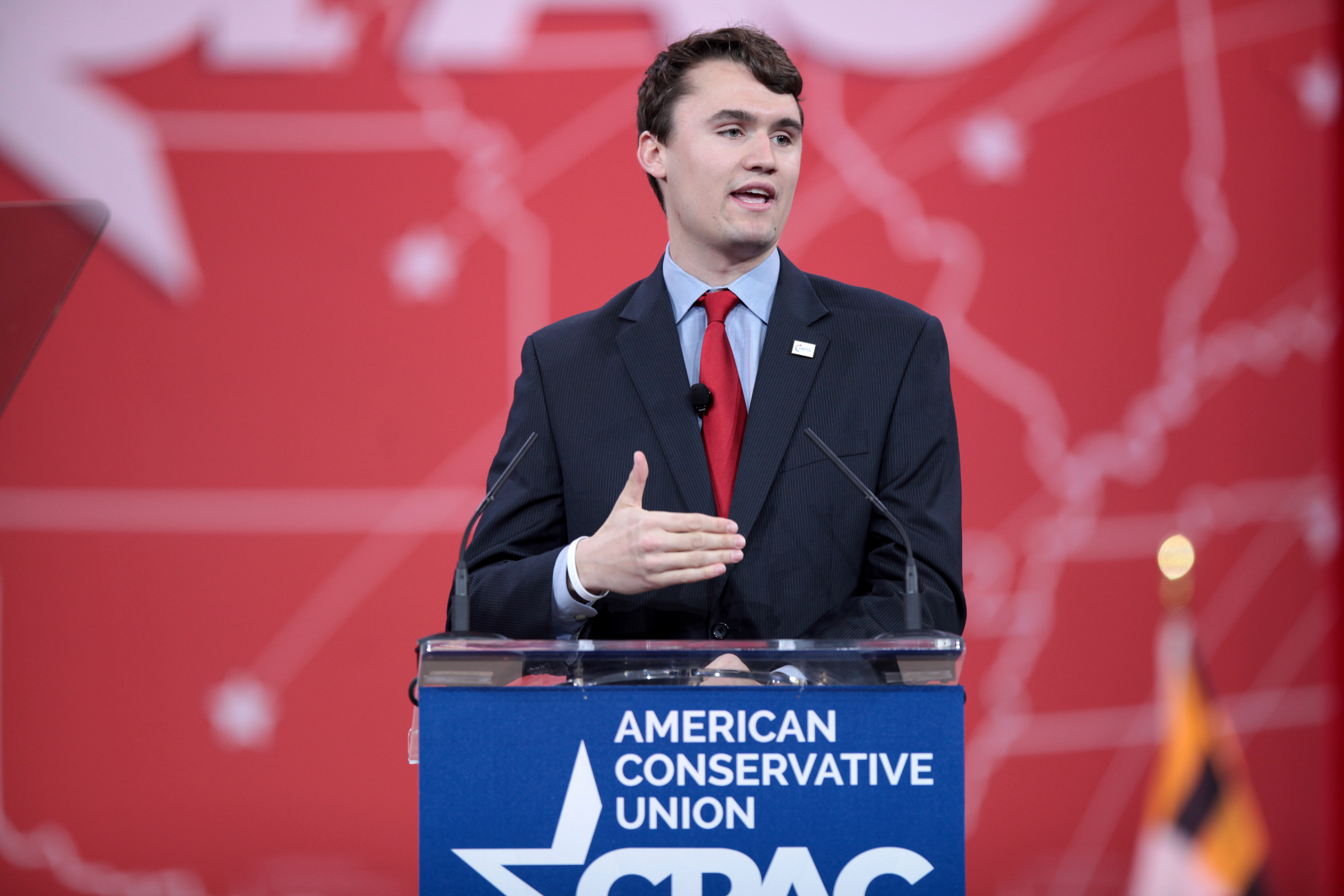
Kirk al convegno conservatore CPAC del 2015

Nel 2020 ProPublica ha indagato sulle finanze di TPUSA, e ha affermato nel relativo rapporto che l'organizzazione aveva fatto "dichiarazioni finanziarie fuorvianti", che le revisioni contabili non sono state effettuate da un revisore indipendente, e che i leader si erano arricchiti mentre sostenevano Trump. ProPublica ha riportato anche che lo stipendio di Kirk da TPUSA era aumentato da 27.000 a quasi 300.000 dollari e che aveva acquistato un appartamento da 855.000 dollari a Longboat Key, Florida. Nel 2020 Turning Point USA aveva un fatturato di 39,2 milioni di dollari. Kirk ha percepito uno stipendio di oltre 325 000 dollari da TPUSA e organizzazioni correlate.
Nel 2021 TPUSA ha annunciato la nascita un'accademia online rivolta agli studenti delle scuole che "avvelenano i nostri giovani con idee antiamericane". La Turning Point Academy era pensata per le famiglie in cerca di una "istruzione America first". L'azienda di homeschooling dell'Arizona StrongMind ha inizialmente stretto una partnership con TPUSA con l'intenzione di aprire l'accademia entro l'autunno del 2022, e ha valutato il suo "potenziale di generare oltre 40 milioni di dollari di fatturato lordo a piena capacità (10.000 studenti)." La partnership si è conclusa dopo che StrongMind ha ricevuto critiche dai suoi stessi dipendenti, e anche il principale subappaltatore Freedom Learning Group, che ha preparato i contenuti dei corsi per l'accademia, si è ritirato dopo aver appreso che sarebbe stata gestita da TPUSA.

#### Turning Point Action
Nel maggio 2019 è stato riferito che Kirk stava progettando Turning Point Action, un'entità no-profit 501(c)(4) progettata prendere di mira Democratici.
Nel luglio 2019 Kirk annunciò che Turning Point Action aveva acquistato Students for Trump insieme a "tutte le risorse multimediali associate". Divenne presidente e lanciò una campagna per reclutare un milione di studenti per la campagna di rielezione di Trump del 2020. L'insuccesso portò TPUSA e la campagna di Trump a incolparsi a vicenda per il calo generale del sostegno giovanile a Trump.

#### Turning Point Faith
Dopo che la Liberty University non ha rinnovato il contratto di Kirk con il Falkirk Center for Faith and Liberty nel 2021, Kirk ha fondato Turning Point Faith, un'organizzazione dedicata a "reclutare pastori e altre autorità ecclesiastici per essere attivi nelle questioni politiche locali e nazionali". Le sue attività includono campagne di voto basate sulla fede "e formare i membri sui valori fondamentali di TPUSA". Secondo il Prospetto per gli Investitori del 2021 di TPUSA, il programma, con un budget di 6,4 milioni di dollari, "affronterà le fragili fondamenta religiose dell'America coinvolgendo migliaia di pastori in tutto il paese" al fine di "far respirare un rinnovato impegno civico nelle nostre chiese".

### Council for National PolicyeCNP Action
Kirk è il membro del the William F. Buckley, Jr. Council Member del Council for National Policy (CNP), un gruppo "che è servito per decenni come centro per una rete nazionale di attivisti conservatori e dei donatori che li sostengono", secondo l'elenco degli iscritti al CNP del settembre 2020 trapelato nel febbraio 2021. È portavoce di CNP Action, il braccio politico del CNP.

### Mount Vernon Project
Secondo Kirk, il "Progetto Monte Vernon" è un movimento che "recluta leader che prestino servizio nel RNC (Comitato Nazionale Repubblicano) e a livello statale che desiderino rappresentare meglio la voce della base."

### Consiglio dei Visitatori dell'Accademia dell'Aeronautica Militare
Nel marzo 2025 il presidente Donald Trump ha nominato Kirk nel Consiglio dei Visitatori dell'Accademia dell'Aeronautica degli Stati Uniti. Tra gli altri membri di spicco nominati da Trump vi sono il senatore Tommy Tuberville, il colonnello Doug Nikolai e Dina Powell.

### Conduttore radiofonico
Nell'ottobre 2020 Kirk ha iniziato a condurre un talk show radiofonico giornaliero di tre ore chiamato The Charlie Kirk Show, sul canale radiofonico "The Answer" di Salem Media.
Nel 2024 NBC News ha riferito di aver ricevuto dati interni che mostravano che il podcast di Kirk veniva scaricato tra le 500.000 e le 750.000 volte al giorno. Attualmente è al 13° posto su Apple Podcast per le notizie.

### Centro Falkirk per la Fede e la Libertà
Nel novembre 2019, Kirk e Jerry Falwell Jr. hanno co-fondato il "Falkirk Center for Faith and Liberty", un think-tank di destra finanziato, posseduto e ospitato dalla Liberty University. Tra i membri c'erano Antonio Okafor, responsabile delle relazioni con il pubblico per Gun Owners of America; Sebastian Gorka, ex vice-assistente del presidente Trump; e Jenna Ellis, consulente legale senior per Trump. Nel 2020 il Falkirk Center ha speso almeno 50.000 dollari in pubblicità politiche su Facebook per promuovere Trump e i candidati repubblicani.
Studenti ed ex studenti hanno sollevato obiezioni sul tono politico aggressivo dell'organizzazione, che consideravano incoerente con la mission dell'università. Falwell si è dimesso da presidente della Liberty University nell'agosto 2020 e l'università non ha rinnovato il contratto di un anno di Kirk alla fine del 2020. Nel 2021 l'università ha rinominato l'organizzazione "Standing for Freedom Center".

### Tour "You're being brainwashed"
Prima delle elezioni presidenziali del 2024, Charlie Kirk ha visitato circa 25 campus universitari, pubblicizzando l'evento come il tour "You're being brainwashed" (lett. Ti/Vi stanno facendo il lavaggio del cervello), cercando di aumentare l'affluenza alle urne della Generazione Z attraverso incontri e dibattiti con gli studenti su diversi argomenti importanti. Secondo Turning Point Action, il tour ha prodotto circa due miliardi di visualizzazioni sui social media. Il tour è stato elogiato per aver avuto un "ruolo cruciale" nell'aiutare l'elezione di Donald Trump. Kirk ha aiutato il presidente eletto nella scelta delle posizioni di leadership per la sua amministrazione, compresi gli uomini di gabinetto.

## Posizioni e attività politiche

### Promozione di falsità e teorie del complotto
Kirk promuove la teoria cospirazionista antisemita del marxismo culturale e ha descritto le università come "isole di totalitarismo".
In un discorso del 2015 al Liberty Forum of Silicon Valley, Kirk affermò che aveva fatto domanda per entrare nell'Accademia Militare degli Stati Uniti a West Point, NY, e non era stato accettato. Ha detto che il posto che considerava suo è andato a "un candidato molto meno qualificato di un genere diverso e di idee diverse", di cui ha anche affermato di conoscere i punteggi dei test, specificando al The New Yorker nel 2017 di essere stato sarcastico a riguardo, mentre al Chicago Tribune nel 2018 ha dichiarato che "stava solo ripetendo qualcosa che gli era stato detto", e a un evento Turning Point in New Hampshire con Rand Paul nell'ottobre 2019 ha affermato di non aver mai detto queste cose.
Il 7 luglio 2018, Kirk ha affermato su Twitter che le statistiche del Dipartimento di Giustizia mostravano un aumento degli arresti per traffico di esseri umani da 1.952 nel 2016 a 6.087 nella prima metà del 2018 (ciò è falso). Ha cancellato il tweet senza fornire spiegazioni il giorno successivo, dopo che un fact-checker aveva fatto notare che il falso numero del 2018 proveniva da un sito cospirazionista, 8chan.
Nel dicembre 2018, Kirk affermò che i manifestanti del movimento francese dei gilet gialli gridavano "Vogliamo Trump". Queste false affermazioni furono poi ripetute dallo stesso presidente americano.
Nel difendere la risposta dell'amministrazione Trump alla pandemia di COVID-19, Kirk ha affermato falsamente che durante la pandemia dell'influenza suina H1N1 "ci sono voluti milioni di contagiati e oltre 1000 morti" per dichiarare l'emergenza sanitaria pubblica.
Kirk ha diffuso falsità riguardanti frodi elettorali e sulla pandemia di COVID-19. Secondo Forbes, Kirk è noto per "il suo ripudio dell'istruzione universitaria liberale e l'abbracciare teorie cospirative pro-Trump".

### Questioni razziali e opinioni su Martin Luther King Jr.
Kirk ha affermato che il concetto di privilegio bianco è un mito e una "menzogna razzista". Kirk ha preso parte alla Commissione 1776 (nata in risposta al Progetto 1619), un comitato consultivo istituito nel settembre 2020 per sostenere una "educazione patriottica"; il rapporto della commissione, The 1776 Report, è stato criticato da storici che lo hanno definito "pieno di errori e di politica di parte". Parlando del Texas, Kirk ha affermato che le politiche sull'immigrazione democratiche miravano a "diminuire e ridurre la demografia bianca in America". Nell'ottobre 2021, ha avviato l'Exposing Critical Racism Tour in numerosi campus e non per "combattere le teorie razziste nei campus universitari americani!" (e quindi la teoria critica della razza); durante una sua tappa del tour in Minnesota, il 5 ottobre 2021, ha definito George Floyd uno "stronzo", e ha fatto riferimento agli eventi del 6 gennaio 2021 dicendo che "se osi entrare nel Campidoglio degli Stati Uniti e scattarti un selfie, ti metteranno in isolamento". In un articolo di Fox News del novembre 2021, Kirk ha scritto che il potere statale dovrebbe essere utilizzato per impedire agli insegnanti di indottrinare i bambini con la teoria critica della razza: "affrontare direttamente la sinistra, e promettere di combattere la loro ideologia illiberale con il potere statale quando necessario, è la chiave per conquistare l'americano medio".
Kirk ha elogiato più volte Martin Luther King Jr., definendolo a volte un "eroe" e una "icona dei diritti civili", ma durante un discorso all'evento "AmericaFest" nel dicembre 2023 lo ha descritto come "terribile... non una brava persona", e come qualcuno di ammirato solo perché "ha detto una cosa in cui non credeva per davvero"; sempre in quel discorso Kirk ha condannato il Civil Rights Act del 1964, definendone l'approvazione un "enorme errore" e sostenendo che avesse creato una "burocrazia permanente di tipo DEI".
Kirk ha dichiarato al New York Times: "Condivido la visione di Caldwell, dal suo libro ' The Age of Entitlement', secondo cui abbiamo attraversato una nuova fondazione negli anni '60 e che il Civil Rights Act ha di fatto sostituito la Costituzione degli Stati Uniti come punto di riferimento. Infatti scommetto che se interrogassi gli americani, la maggior parte di loro avrebbe più riverenza per il Civil Rights Act che per la Costituzione. Potrei sbagliarmi", ha aggiunto, "ma penso di avere ragione".
Nel gennaio 2024, Kirk ha detto che si era creato un "mito" attorno a King che era "cresciuto totalmente fuori controllo" e che King era attualmente "la persona più onorata, venerata, persino deificata del XX secolo" nonostante "la maggior parte delle persone" presumibilmente lo detestasse durante la sua vita. In risposta alle accuse di Malcolm Kenyatta secondo cui stava lavorando per indebolire King e il Voting Rights Act, Kirk definì questa affermazione "una bugia" e "allarmismo", e aggiunse che dire la "verità" su King "non dovrebbe significare calpestare un terreno sacro" poiché era "solo un uomo... uno molto imperfetto, per giunta" e una "creazione mitologica antirazzista degli anni '60". Kirk in seguito affermò di aver "trovato la vacca sacra dell'America moderna" criticando King.
Nel gennaio 2024, Kirk ha incolpato i programmi DEI per i problemi dell'aviazione nazionale, dicendo: "Se vedo un pilota nero, sarò tipo: 'Ehi, spero che sia qualificato'". Si era precedentemente espresso contro i programmi DEI, descrivendoli come "anti-bianchi". NBC News ha inoltre riportato che i commenti di Kirk sui programmi DEI e il suo commento sui piloti di linea neri o afroamericani hanno portato a un conflitto in corso con il Comitato nazionale repubblicano sulla sensibilizzazione degli elettori neri.
Kirk ha pubblicato su Instagram nel marzo 2024 che "La 'Grande Sostituzione' non è una teoria, è una realtà". Insieme a questa affermazione, Kirk ha condiviso uno screenshot di un titolo di giornale di Fox News che recitava: "7,2 milioni di immigrati clandestini sono entrati negli Stati Uniti sotto l'amministrazione Biden, una quantità superiore alla popolazione di 36 stati". Dopo che Elon Musk è stato criticato per aver appoggiato un post antisemita in cui si affermava che gli ebrei stavano "arrivando alla inquietante consapevolezza" che gli immigrati negli Stati Uniti "non li amano molto", Kirk ha difeso Musk, affermando che "le comunità ebraiche hanno spinto contro i bianchi esattamente lo stesso tipo di odio che affermano di volere che le persone smettano di usare contro di loro".

### Aborto
In un dibattito ospitato da Jubilee Media, Kirk ha sostenuto che potrebbero esserci situazioni in cui l'aborto potrebbe essere necessario dal punto di vista medico se la vita della madre è a rischio. Tuttavia, ha anche sostenuto che l'aborto sia un omicidio e dovrebbe essere illegale. È contrario alle eccezioni in caso di stupro.

### Cambiamento climatico
Kirk ha costantemente sostenuto l'estrazione e l'uso di combustibili fossili. È un negazionista del cambiamento climatico, affermando falsamente che gli esseri umani non hanno alcun effetto significativo sul cambiamento climatico globale.

### Disinformazione sul COVID-19
Kirk ha diffuso false informazioni e teorie del complotto riguardanti il COVID-19 sui social media, come Twitter, nel 2020. Kirk ha criticato duramente la posizione dei Democratici contro il ritiro dei finanziamenti all'Organizzazione Mondiale della Sanità da parte di Donald Trump, e si è riferito al COVID-19 come "virus della Cina", post poi ritwittato da Trump.
Kirk ha affermato che l'OMS ha insabbiato informazioni sulla pandemia di COVID-19. È stato brevemente bandito da Twitter dopo aver affermato che l'idrossiclorochina si era dimostrata "efficace al 100% nel trattamento del virus"; ha affermato anche che Gretchen Whitmer, governatrice democratica del Michigan, ha minacciato i medici che hanno cercato di usare il farmaco. Queste falsità sono state ritwittate da Rudolph Giuliani, il cui account è stato poi sospeso da Twitter. Kirk ha anche descritto la misura di salute pubblica di distanziamento sociale nelle chiese come un "complotto democratico contro il cristianesimo" e ha affermato infondatamente che le autorità di Wuhan, in Cina, stavano bruciando i pazienti. Nel 2020, Kirk ha detto di essersi rifiutato di rispettare i requisiti delle mascherine, affermando che "la scienza sulle mascherine è molto discutibile".
Nel luglio 2021, Kirk ha fatto affermazioni fuorvianti sull'efficacia e la sicurezza dei vaccini COVID-19. Nel programma di Tucker Carlson su Fox News, Kirk ha definito i requisiti obbligatori per gli studenti per assumere il vaccino COVID-19 "apartheid medico".

### Attivismo Repubblicano e pro-Trump
Kirk ha parlato alla Convention Nazionale Repubblicana del 2016. In un'intervista con la rivista Wired durante la convention, Kirk ha affermato che, sebbene "non fosse il più grande fan di Donald Trump al mondo ", avrebbe votato per lui, e che la candidatura di Trump ha reso la mission di Turning Point più difficile, perché viene considerata come "il gruppo di Trump". Kirk ha poi fatto dietrofront supportando Trump e ha trascorso il resto della campagna elettorale aiutando con i viaggi e gli accordi con i media per Donald Trump Jr.
Nell'ottobre 2016, Kirk ha partecipato a un evento di Fox News insieme a Trump Jr., Eric Trump e Lara Trump che aveva un tono pro-Donald Trump.
Nel luglio 2019, Kirk è diventato presidente di Students for Trump, che era stata acquisita da Turning Point Action, e ha lanciato una campagna per reclutare un milione di studenti per la campagna di rielezione di Trump del 2020. Lo sforzo infruttuoso ha portato TPUSA e la campagna di Trump a incolparsi a vicenda per un calo generale del sostegno dei giovani a Trump.
In una riunione del Consiglio per la Politica Nazionale dell'agosto 2020, Kirk ha affermato: "I democratici hanno fatto una cosa davvero sciocca chiudendo tutti questi campus... Eliminerà le opportunità di raccolta di schede elettorali e tutte le loro frodi elettorali che di solito commettono nei campus universitari, quindi stanno in realtà rimuovendo mezzo milione di voti dal tavolo. Quindi, per favore, tenete i campus chiusi: è una cosa grandiosa. Va beh!"
Il New York Times ha sostenuto che Kirk "[cammina] sulla linea di confine tra l'opinione pubblica conservatrice dominante e la disinformazione assoluta" e che "con un potente alleato come il figlio maggiore del presidente, Donald Trump Jr., il signor Kirk amplifica il messaggio del presidente e contribuisce a dargli forma".

### Accuse di frode elettorale e l'assalto al Campidoglio del 2021
Subito dopo la sconfitta di Donald Trump alle elezioni presidenziali del 2020, Kirk ha promosso false (e smentite) affermazioni riguardanti una frode elettorale. Il 5 novembre 2020, Kirk fu il leader di una protesta Stop the Steal al Maricopa Tabulation Center di Phoenix.
Charlie Kirk era considerato un "nome importante” tra gli influencer nel piano di comunicazione di Rudy Giuliani per ribaltare le elezioni del 2020.
Il 5 gennaio 2021, il giorno prima della protesta di Washington D.C. che ha portato all'assalto del Campidoglio degli Stati Uniti, Kirk ha scritto su Twitter che Turning Point Action e Students for Trump stavano inviando più di 80 "autobus di patrioti a D.C. per combattere per questo presidente". Un portavoce di Turning Point ha affermato che i gruppi hanno finito per inviare sette autobus, non 80, con 350 studenti. Nel periodo precedente all'assalto, Kirk ha affermato che stava "ricevendo 500 email al minuto che invocavano una guerra civile". L'ereditiera di Publix Julie Fancelli ha dato alle organizzazioni di Charlie Kirk 1,25 milioni di dollari per finanziare gli autobus per l'evento del 6 gennaio. Kirk ha anche pagato 60 000 dollari a Kimberly Guilfoyle per parlare al comizio di Trump.
In seguito, Kirk ha affermato che gli atti violenti al Campidoglio non erano un'insurrezione e non rappresentavano i comuni sostenitori di Trump.
Convocato davanti alla Commissione Speciale della Camera degli Stati Uniti sull'Assalto del 6 gennaio, Charlie Kirk si è appellato al privilegio del Quinto Emendamento contro l'autoincriminazione. Il suo team, tuttavia, "ha fornito alla commissione 8.000 pagine di documenti in risposta alle sue richieste". In un'altra riunione a porte chiuse della Commissione, Ali Alexander ha incolpato Kirk e Turning Point USA per aver finanziato il viaggio dei manifestanti al comizio Stop the Steal.

### Opinioni sulle relazioni e sull'"anarchia sessuale"
Nell'ottobre 2021, Kirk ha affermato nel suo podcast che i democratici volevano che gli americani vivessero dove "non c'è identità culturale, dove vivi nell'anarchia sessuale, dove la proprietà privata è un ricordo del passato, e la classe dirigente controlla tutto". In seguito alle reazioni negative sui social media, ha rilasciato una dichiarazione sul sito web del Claremont Institute ampliando le sue osservazioni e appellandosi a Dio come autorità in materia di morale sessuale.
Secondo Media Matters, alla conferenza TPUSA Young Women's Leadership Summit 2022, Kirk ha affermato che il "modello biblico" che le donne dovrebbero perseguire nelle relazioni sentimentali è un partner che sia "un protettore e un leader e, nel profondo, la stragrande maggioranza di voi è d'accordo" e che "se volete incontrare uomini conservatori che si rimbocchino le maniche, che non siano uomini beta woke, tipo, fondate una sezione di Turning Point USA, ne incontrerete molti".
Kirk ha sostenuto che i genitori non dovrebbero mai permettere alle proprie figlie di ricevere farmaci anticoncezionali per nessun motivo. Ha affermato che il farmaco rende le donne arrabbiate e amareggiate, cosa che, a suo dire, rispecchia le tendenze politiche del Partito Democratico.

### Attivismo per i consigli scolastici
Nel maggio 2021, Kirk ha twittato affinché i genitori protestassero durante le riunioni del consiglio scolastico, esortandoli "scatenare l'inferno se ai propri figli viene insegnata la teoria critica della razza o sono costretti a indossare mascherine".

### Leggi anti-BDS
Nel maggio 2025, Kirk ha espresso la sua contrarietà a una proposta bipartisan che avrebbe ampliato le leggi anti-BDS che punivano il boicottaggio di Israele, affermando: "Abbiamo permesso a troppe persone che odiano l'America di trasferirsi qui dall'estero, ma il diritto di parlare liberamente è un diritto di nascita di tutti gli americani".

### Invasione russa dell'Ucraina del 2022
Dopo che la Russia ha invaso l'Ucraina nel febbraio 2022, Kirk ha definito il conflitto come una "disputa di confine" e ha diffuso affermazioni false dei media statali russi secondo cui l'Ucraina stava sparando colpi di mortaio contro un'enclave separatista russa in Ucraina.
Alla Conservative Political Action Conference del febbraio 2022, Kirk ha affermato che "il confine meridionale è molto più importante del confine ucraino" e che "infatti, voglio che ogni leader repubblicano che salirà sul palco nei prossimi due giorni definisca ciò che sta accadendo al confine meridionale un'invasione, perché due milioni di persone sono entrate nel nostro paese l'anno scorso".

### Guerra Iran-Israele
Nel giugno 2025, Kirk si è opposto al coinvolgimento degli Stati Uniti nella guerra tra Iran e Israele.

### Temi LGBT
Secondo un rapporto della NBC News del 2024, Kirk era relativamente laico riguardo ai temi LGBT nel 2018, ma si è spostato verso posizioni più conservatrici a livello sociale. Kirk ha sostenuto che esista una "agenda LGBTQ", e si oppone al matrimonio gay.
Kirk si è espresso contro le cure di affermazione di genere per le persone transgender, affermando: "Dobbiamo vietare le operazioni di affermazione-trans in tutto il paese. Donald Trump deve candidarsi [puntando] su questo tema", secondo Media Matters.
Kirk ha anche affermato che "esistono solo due generi" e che "il transgenderismo e la 'fluidità' di genere sono bugie che feriscono le persone e abusano dei bambini".

### Musulmani
Dopo la vittoria di Zohran Mamdani alle primarie democratiche per la carica di sindaco di New York City del 2025, Kirk ha pubblicato su X che "24 anni fa un gruppo di musulmani ha ucciso 2.753 persone l'11 settembre. Ora un socialista musulmano è sulla buona strada per governare New York City". Questo commento è stato criticato come islamofobo dalla commentatrice liberale di Fox News Jessica Tarlov e dall'editorialista conservatore Sohrab Ahmari. In un post separato, Kirk ha sostenuto che "Non è islamofobia notare che i musulmani vogliono importare in Occidente valori che cercano di [destabilizzare] la nostra civiltà".

## Opere
Kirk ha co-scritto, con Brent Hamachek, il libro del 2016 Time for a Turning Point: Setting a Course Toward Free Markets and Limited Government for Future Generations (Simon & Schuster).
Kirk ha scritto il libro del 2018 Campus Battlefield: How Conservatives Can WIN the Battle on Campus and Why It Matters. Donald Trump Jr. ha scritto la prefazione del libro. In a review for The Weekly Standard, Adam Rubenstein ha descritto il libro come un "pasticcio", "niente di più che una proposta di marketing per TPUSA" e ha affermato che il libro "scarso" era "pieno di ristampe dei suoi tweet e citazioni di altri".
Nel 2020 è stato pubblicato il libro di Kirk The MAGA Doctrine: The Only Ideas That Will Win the Future.
Nel 2022 è stato pubblicato il libro di Kirk The College Scam: How America's Universities Are Bankrupting and Brainwashing Away the Future of America's Youth.
Nel 2024 è stato pubblicato il libro di Kirk Right Wing Revolution: How to Beat the Woke and Save the West.

## Media
Al 7 dicembre 2021, il podcast The Charlie Kirk Show è stato classificato come il 21° podcast più popolare su Apple Podcast. "Turning Point Live" di Kirk è un talk show in streaming di tre ore rivolto alla Generazione Z. La media mensile online di Turning Point USA è cresciuta fino a 111.000 visitatori nel 2021. Uno studio della Brookings Institution del febbraio 2023 ha rilevato che il podcast di Kirk conteneva la seconda percentuale più alta di dichiarazioni false, fuorvianti e infondate tra i 36.603 episodi prodotti da 79 importanti podcaster politici.
Nel 2022 la giornalista Bari Weiss pubblicò un rapporto sui documenti interni di Twitter, soprannominato "The Twitter Files ", in cui si affermava che Twitter stesse censurando personalità conservatrici sulla piattaforma di social media. Weiss pubblicò screenshot degli strumenti di Twitter che i moderatori potevano utilizzare per limitare la portata di post e account. Secondo la rivista Rolling Stone, l'account Twitter di Kirk era contrassegnato come "non amplificare", il che significava che gli algoritmi non avrebbero evidenziato i tweet provenienti da quegli account.
Nel febbraio 2025, Kirk firmò con Trinity Broadcasting Network (TBN) per ospitare un talk show nei giorni feriali, Charlie Kirk Today.

## Vita privata

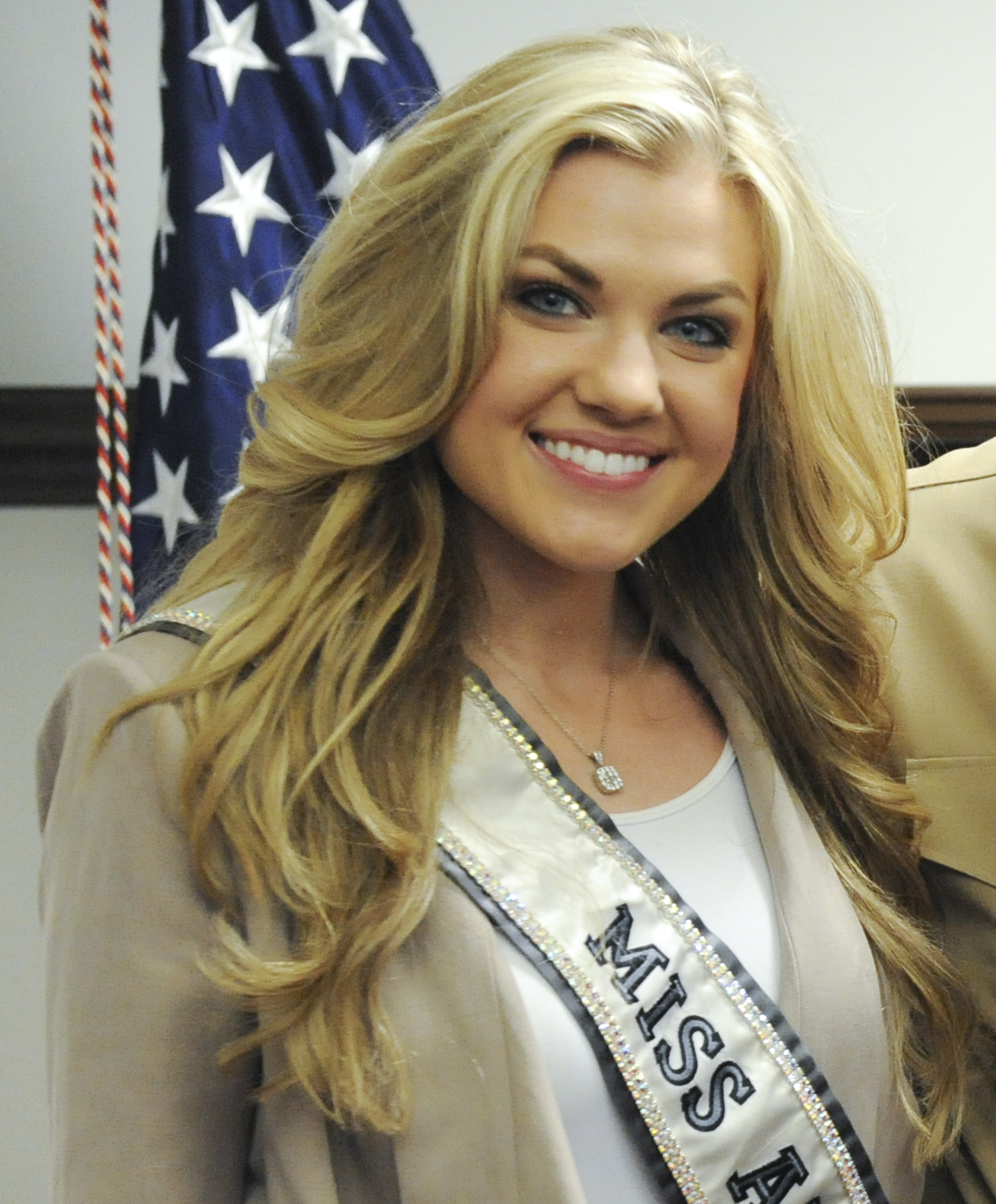
La moglie di Charlie Kirk, Erika Frantzve, Miss Arizona USA nel 2012

Kirk è un cristiano evangelico. Nel maggio 2021, Kirk ha sposato Erika Frantzve (nata nel 1988), una podcaster e imprenditrice che ha vinto il concorso di Miss Arizona USA nel 2012. Il primo figlio della coppia, una bambina, è nata nell'agosto 2022. Il secondo figlio, maschio, è nato nel maggio 2024.